# Terminmanagement
Um einen termingerechten Abschluss eines Projekts zu erreichen, werden die Prozesse des Terminmanagement im Projektmanagement angewendet. Für viele Unternehmen stellt die fristgerechte Fertigstellung eines Projekts ein wichtiges Ziel dar. Dies kommt zum einen aus evtl. vertraglichen Lieferverpflichtungen, zum anderen tritt der Produktnutzen des im Projekt erstellten Produkts natürlich erst zum Projektabschluss ein.
Der PMBOK Guide sieht hierfür fünf Hauptprozesse vor:
Definition der Vorgänge
Feststellung der notwendigen Vorgänge zur Erstellung der definierten Liefergegenstände. In einfachen Projekten wird der nächste Schritt – die Festlegung der Vorgangsfolgen – oft implizit miterledigt.
Festlegung der Vorgangsfolgen
Neben der augenscheinlichen Reihenfolge der Projektvorgänge werden alle Arten von Anordnungsbeziehungen zwischen den Projektvorgängen festgelegt.
Schätzung der Vorgangsdauern
Hierbei wird die Dauer (Arbeit) je Vorgang geschätzt.
Entwicklung des Terminplans
Liegt der Aufwand für die Einzelvorgänge vor und wurde eine Ressourcenplanung erstellt, dann kann der Gesamtterminplan des Projekts erstellt werden. Durch betriebliche Notwendigkeiten steht der Endtermin für ein Projekt oft schon vor Beginn fest, so dass die Ressourcenplanung entsprechend justiert werden muss.
Steuerung des Terminplans
Die Steuerung beschäftigt sich mit der Überwachung von Zeiten und Meilensteinen während der Projektausführung.